# Shahrestān di Darab
Lo shahrestān di Darab (farsi شهرستان داراب) è uno dei 29 shahrestān della provincia di Fars, in Iran. Il capoluogo è Darab. Lo shahrestān è suddiviso in 3 circoscrizioni (bakhsh): 
- Centrale (بخش مرکزی)
- Rostaq (بخش رستاق)
- Forgh (بخش فورگ)